# Liselle Blankendal
Liselle Blankendal is een Surinaams diplomaat. Ze is sinds 18 januari 2022 ambassadeur in Guyana.

## Biografie
Liselle Blankendal behaalde haar bachelorgraad in internationale betrekkingen aan de Anton de Kom Universiteit van Suriname. Hierna vervolgde ze een studie in bestuurskunde aan de FHR School of Governance, eveneens in Paramaribo, en slaagde hier voor haar mastergraad.
Op de ambassade van Suriname in Guyana werkte ze vanaf december 2012 op het secretariaat en vanaf december 2016 als eerste secretaris. Medio november 2021 lekte een lijst uit met ambassadeurs in spé die op dat moment een diplomatenopleiding in Suriname volgden, waarop Blankendal voorkwam als kandidaat voor de post in Georgetown, Guyana. Hier fungeerde ze toen al als tijdelijk zaakgelastigde. Op 18 januari 2022 werd ze uiteindelijk door president Chan Santokhi als ambassadeur beëdigd. De strategische doelstellingen die ze meekreeg zijn samengebracht in de stichtingsakte van het platform Strategic Dialogue and Corporation, waarin beide landen hebben afgesproken om samen te zullen werken als toekomstige olieproducerende landen.
Op 5 april 2022 overhandigde ze haar geloofsbrieven aan Irfaan Ali, de president van Guyana. Sinds februari 2024 is ze ook niet-residerend ambassadeur voor Trinidad en Tobago.